# NGC 4987
NGC 4987 este o galaxie eliptică situată în constelația Câinii de Vânătoare. A fost descoperită în 26 aprilie 1789 de către William Herschel.